# Марк Гертлінг
Марк Гертлінг (англ. Mark Hertling; нар.29 вересня 1953) — колишній офіцер армії США. З березня 2011 року по листопад 2012 року він служив генералом-командувачем армії США в Європі та сьомої армії. Гертлінг служив у бронетанковій, кавалерійській, плановій, оперативній та навчальній посадах, а також командував усіма організаціями від взводу до польової армії. Він командував 1-ю бронетанковою дивізією та оперативною групою «Залізна/Багатонаціональна дивізія-Північ» в Іраку під час нарощування військ у 2007—2008 роках.

## Військова кар'єра
- 2LT – з 4 червня 1975
- 1LT – з 5 червня 1977
- CPT – з 18 листопада 1979
- MAJ – з 1 червня 1986
- LTC – з 1 липня 1992
- COL – з 1 жовтня 1997
- BG – з 1 січня 2003
- MG – з 1 січня 2006
- LTG – з 25 вересня 2009